# Apatania robusta
Apatania robusta är en nattsländeart som beskrevs av Charles William Leng och Yang 1998. Apatania robusta ingår i släktet Apatania och familjen Apataniidae. Inga underarter finns listade i Catalogue of Life.